# Parque Antônio Pires de Campos
O Parque Antônio Pires de Campos é um bem tombado localizado no município de Cuiabá, no Mato Grosso.
O Parque Antonio Pires de Campos, também chamado de Morro da Luz, foi tombado como patrimônio histórico municipal em dezembro de 1983.
Seu nome é uma homenagem ao filho do bandeirante Manoel de Campos Bicudo, que foi um dos pioneiros a desbravar o local. Também ficou conhecido como Morro da Luz por causa da presença, naquela área alta, de uma pequena casa, a subestação da Usina de Casca I, que era responsável pelo fornecimento da energia, e foi inaugurada em 1928.
O parque tem diversas trilhas e praças, bem como a trilha Maria Taquara, Trilha Tufica, Praça Zé Bolo Flor, Trilha Michidinha, Trilha Juvenal Capador, Trilha Plínio Rait, Praça João Cuíca, entre outras.
O parque tem sofrido com o abandono pelo poder público durante longos anos. De acordo com moradores e transeuntes, o local tem estado cheio lixo, cobertores velhos, marmitas, garrafas pet, resquícios de fios de luz e latinhas improvisadas para o consumo de entorpecentes. Além de haver muitos usuários de drogas e pessoas em situação de rua na localidade.